# 2002年亞洲運動會乒乓球比賽
2002年亞洲運動會乒乓球比賽於2002年10月1日到10月9日在韓國釜山舉行。

## 獎牌榜
| 排名 | 国家／地区      | 金牌 | 银牌 | 铜牌 | 總數 |
| ---- | --------------- | ---- | ---- | ---- | ---- |
| 1    | 中国（CHN）     | 3    | 3    | 6    | 12   |
| 2    | 韩国（KOR）     | 2    | 3    | 3    | 8    |
| 3    | 中国香港（HKG） | 1    | 0    | 1    | 2    |
| 4    | 朝鲜（PRK）     | 1    | 0    | 0    | 1    |
| 5    | 中华台北（TPE） | 0    | 1    | 1    | 2    |
| 6    | 新加坡（SIN）   | 0    | 0    | 2    | 2    |
| 7    | 日本（JPN）     | 0    | 0    | 1    | 1    |
| 總計 | 總計            | 7    | 7    | 14   | 28   |

| 比賽項目 | 金牌                                           | 銀牌                                           | 銅牌                                                 |
| 男子單打 | 王勵勤 · 中国（CHN）                           | 莊智淵 · 中华台北（TPE）                       | 吳尚垠 · 韩国（KOR）                                 |
| 男子單打 | 王勵勤 · 中国（CHN）                           | 莊智淵 · 中华台北（TPE）                       | 孔令輝 · 中国（CHN）                                 |
| 男子雙打 | 韩国（KOR） 李哲承 柳承敏                      | 韩国（KOR） 金澤洙 吳尚垠                      | 中国（CHN） 馬琳 孔令輝                              |
| 男子雙打 | 韩国（KOR） 李哲承 柳承敏                      | 韩国（KOR） 金澤洙 吳尚垠                      | 中国（CHN） 王勵勤 閻森                              |
| 男子團體 | 中国（CHN） 馬琳 孔令輝 王勵勤 劉國正 閻森     | 韩国（KOR） 金澤洙 吳尚垠 柳承敏 李哲承 朱世爀 | 中国香港（HKG） 鄧國基 李靜 高禮澤 張鈺 柱恩         |
| 男子團體 | 中国（CHN） 馬琳 孔令輝 王勵勤 劉國正 閻森     | 韩国（KOR） 金澤洙 吳尚垠 柳承敏 李哲承 朱世爀 | 中华台北（TPE） 莊智淵 蔣澎龍 張雁書 吳志祺 陳正高   |
| 女子單打 | 張怡寧 · 中国（CHN）                           | 王楠 · 中国（CHN）                             | 李佳薇 · 新加坡（SIN）                               |
| 女子單打 | 張怡寧 · 中国（CHN）                           | 王楠 · 中国（CHN）                             | 柳智惠 · 韩国（KOR）                                 |
| 女子雙打 | 韩国（KOR） 李恩實 石恩美                      | 中国（CHN） 張怡寧 李楠                        | 韩国（KOR） 柳智惠 金茂校                            |
| 女子雙打 | 韩国（KOR） 李恩實 石恩美                      | 中国（CHN） 張怡寧 李楠                        | 中国（CHN） 王楠 郭焱                                |
| 女子團體 | 朝鲜（PRK） 金賢輝 金香美 金美勇 金雲美 廉元玉 | 中国（CHN） 王楠 張怡寧 李楠 牛劍鋒 郭焱       | 新加坡（SIN） 李佳薇 井浚泓 張雪玲 陳佩芬            |
| 女子團體 | 朝鲜（PRK） 金賢輝 金香美 金美勇 金雲美 廉元玉 | 中国（CHN） 王楠 張怡寧 李楠 牛劍鋒 郭焱       | 日本（JPN） 梅村禮 小西杏 岸田聰子 福原愛 高橋美貴江 |
| 混合雙打 | 中国香港（HKG） 張鈺 帖雅娜                    | 韩国（KOR） 柳承敏 柳智惠                      | 中国（CHN） 王勵勤 王楠                              |
| 混合雙打 | 中国香港（HKG） 張鈺 帖雅娜                    | 韩国（KOR） 柳承敏 柳智惠                      | 中国（CHN） 馬琳 李楠                                |